# Persimmon Gap
Pour les articles homonymes, voir Persimmon.
Le Persimmon Gap est un col routier des monts Santiago, dans le comté de Brewster, au Texas, dans le Sud des États-Unis. Franchi par l'U.S. Route 385 à 906 mètres d'altitude, il est protégé au sein du parc national de Big Bend. Un office de tourisme du National Park Service s'y trouve d'ailleurs : le Persimmon Gap Visitor Center.